# Бена
Бена — народ группы банту в Танзании (бассейн реки Руфуджи и Большого Руаха). Язык общения — бена-кинга. Численность составляет около 2 миллионов человек.

## Религия
Бена исповедуют традиционные верования, католицизм и ислам.

## Жилище
Традиционный дом состоит из прямоугольного жилища, с плоской крышей, каркасно-столбовыми стенами, обмазанными глиной и внутренним двором. Селения бена находятся на холмах между долинами рек.

## Одежда
Одеяния бена состоит из куска ткани: у мужчин — белого цвета, у женщин — цветов поярче. Из-за жаркого климата почти все носят сандали, а также европейскую одежду.

## Основная пища
Растительные продукты занимают лидирующую позицию в рационе. Бена едят: каши, похлёбки из зерновых, овощей, бананы сырые и печёные, овощи и фрукты.

## Социальные взаимоотношения
Форма организации семьи — патриархальная. Счёт родства патрилатеральный, брак патрилокальный. Племенные структуры основываются на племенных генеалогических связях.